# Drepanopeziza schoenicola
Drepanopeziza schoenicola är en svampart som beskrevs av Graddon 1977. Drepanopeziza schoenicola ingår i släktet Drepanopeziza och familjen Dermateaceae.   Inga underarter finns listade i Catalogue of Life.